# Гирявоисковецкий сельский совет
Гирявоисковецкий сельский совет (укр. Гирявоісковецька сільська рада) — входит в состав
Лохвицкого района
Полтавской области
Украины.
Административный центр сельского совета находится в 
с. Гирявые Исковцы.

## История
- 1923 — дата образования.

## Населённые пункты совета
- с. Гирявые Исковцы
- с. Весёлое
- с. Зирка
- с. Млыны
- с. Слободка
- с. Старый Хутор
- с. Степовое
- с. Червоная Балка
- с. Чижи
- с. Шевченково